# Строганова, Наталия Викторовна
Графиня (до 1826 года баронесса) Ната́лия Ви́кторовна Стро́ганова, урождённая графиня Кочубе́й (10 [22] октября 1800 — 24 января [5 февраля] 1855, Санкт-Петербург) — фрейлина русского двора, хозяйка салона, близкая знакомая А. С. Пушкина; кавалерственная дама ордена Святой Екатерины (15.04.1841).

## Биография
Старшая дочь графа Виктора Павловича Кочубея и Марии Васильевны, урождённой Васильчиковой. Её ранние годы прошли за границей. Вскоре после свадьбы, состоявшейся в 1799 году в усадьбе Диканька, попавший в немилость у императора Павла I граф Кочубей с супругой выехали в Дрезден. Лишь после воцарения императора Александра I Виктор Павлович вернулся ко двору и вскоре вызвал к себе жену с новорожденной дочерью. Благодаря близости графа к Александру I Мария Васильевна смогла занять завидное положение в свете и при дворе.
Большую часть 1817 и 1818 годов Кочубеи по семейным обстоятельствам вновь провели за границей, в основном в Париже. Вернувшись в Россию, они поселились на царскосельской даче. Императрица Александра Фёдоровна в своих мемуарах вспоминала: «Теперь приспело время поговорить о семье Кочубеев. Они находились в отсутствии в течение нескольких лет, и лишь в 1818 году граф, графиня и их красивая дочь Натали были мне представлены в Павловске». Вскоре Наталья Викторовна была пожалована во фрейлины. М. М. Сперанский писал дочери: «Я видел тут в первый раз Наташу во французской кадрили, воплощение грации». Её современница вспоминала:

«У неё изящная фигура, она прелестно танцует, в общем, она в точности такая, какой нужно быть, чтобы очаровывать. Говорят, что у неё живой ум, и я охотно этому верю, так как лицо её очень выразительно и подвижно».
 Другой современник отмечал, что Наталья Викторовна «довольно красива, полна талантов и отлично воспитана». Говоря же о характере девушки, Сперанский отмечал в письме к дочери: «Молодая графиня, я думаю, просто боязлива и застенчива, сие нередко встречается в самых обширных обществах…» В мужья ей прочили графа И. И. Воронцова-Дашкова и А. Ф. Орлова. За первого кандидата активно держалась княгиня Кочубей, она очень хотела выдать за него свою дочь, Орлов же ей казался не того происхождения. Сама Наталья не хотела ни того, ни другого жениха.
3 сентября 1820 года Наталия Викторовна стала супругой барона Александра Григорьевича Строганова (1795—1891). Венчание было в Петербурге в Симеоновской церкви на Моховой, поручителем по жениху была мать жениха баронесса А. С. Строганова; по невесте — её отец граф В. П. Кочубей. Семейная жизнь их с самого начала складывалась неудачно. Уже в январе 1821 года по Петербургу ходили слухи, что Строганов очень не ладил со своей женой, и будто дело доходило до насилия. Некоторые говорили, что причиной несогласия была запущенная болезнь мужа, другие — его непреодолимое влечение к старой театральной привязанности, а еще, что виной всему были обе семьи со взаимными претензиями. По словам современника, «со стороны барона это был брак по расчету, а любовь была только со стороны невесты». В дальнейшем отношения супругов не выходили из границ светской благопристойности.
В 1829 году Долли Фикельмон писала: «У Натали Строгановой пикантная физиономия; определенно, не будучи красавицей, она, видимо, нравится значительно больше многих других красивых женщин. Капризное выражение лица ей очень идет. Особенно прекрасны у неё глаза — в них её главная красота. При этом она весьма остроумна». По её же наблюдениям, в эти годы графиня Строганова была одной из обожательниц Николая I. Ею всерьез увлекся герой Польской кампании генерал князь Горчаков, ухаживавший «за ней так, как это делалось в былые времена, — открыто и не таясь». Портреты Наталии Викторовны писали О. А. Кипренский, П. Ф. Соколов, А. П. Брюллов. Положение и семейные связи позволили Наталии Викторовне занять достойное место в свете: «в Петербурге также — блистательное положение: графиня, умевшая владеть разговором, очень недурная собою, особенно вечером, с огромными связями как дочь Кочубея, держала блистательную министерскую гостиную».

В 1841 году граф Строганов получил отставку и вместе с семьёй на несколько лет покинул Россию, проводя зиму в Париже, а лето — на богемских водах, в Карлсбаде, Теплице и Ахене. В это время графиня Строганова сблизилась с Софьей Петровной Свечиной, принявшей католичество. С. М. Соловьёв, сопровождавший Строгановых в качестве учителя их детей, писал: 
Она сблизилась с одною русскою дамою, поселившеюся давно уже в Париже, Свечиною. Свечина эта приняла католицизм и под руководством разных аббатиков в сутанах и во фраках занялась делами милосердия. Эти аббатики и аббатиса Свечина поймали нашу Строганову, что было им нетрудно: досада на все русское, преимущественно на императора, не могла возбудить в ней горячего усердия к русской Церкви. Строганову, женщину без убеждений, без сердца, прельстила эта внешняя, чувственная, театральная набожность католическая; прельстила её эта новая открывшаяся ей деятельность, это католическое милосердие, так тесно переплетенное с интригою, с составлением обществ, лотереями, со всеми этими мирскими забавами, подкрашенными христианством, но не имеющими в себе ничего христианского.
Интерес к католичеству и посещение католических церквей, не скрываемые Строгановой, привели к тому, что в свете распространились слухи о переходе графини в другую веру. В последние годы жизнь Натальи Викторовны не была спокойной. В 1839 году скончалась семнадцатилетняя дочь, через три года — младший сын, который «на пути из Дрездена в Веймар подавился куриною костью, которую дала ему сама мать».
В 1853 году она лишилась и второй дочери. Брак оказался несчастливым: оба супруга позволяли себе связи на стороне. Графиня Наталия Викторовна Строганова скончалась от карбункула 24 января 1855 года в Санкт-Петербурге и была похоронена на Тихвинском кладбище Александро-Невской лавры.

## Пушкин
Знакомство и встречи Наталии Кочубей с Александром Сергеевичем Пушкиным относятся к первым годам его пребывания в Лицее. Проводя летние месяцы вместе с родителями на даче в Царском Селе, графиня часто встречалась с лицеистами. Позднее в набросках к автобиографии под периодом «1813 год» Пушкин запишет: «Гр. Кочубей». По мнению М. А. Корфа, «едва ли не она (а не Бакунина) была первым предметом любви Пушкина». Возможно, ей посвящены стихотворения «Измены» (1815) и «Воспоминаньем упоенный» (1819).
Как и другие светские красавицы начала 1820-х гг., Наталия рассматривалась ранними пушкинистами как кандидатка на роль «утаённой любви» поэта. Именно, П. К. Губер в своей книге «Донжуанский список А. С. Пушкина» (1923), опровергая предположение Щеголева, выдвигал иную гипотезу расшифровки инициалов «NN» (не получившую, правда, никакой поддержки):
…Пушкин нашёл в своём чувстве к Н. В. Кочубей-Строгановой новый, обильный источник поэтического возбуждения, не иссякавший до 1828 г. С воспоминаниями о Наталии Викторовне, кроме «Полтавы», можно связать «Кавказского Пленника», «Бахчисарайский Фонтан», «Разговор книгопродавца с поэтом», некоторые лирические строфы «Евгения Онегина» и, наконец, по собственному признанию Пушкина, кое-какие штрихи в характере Татьяны.
Позднее, уже будучи замужней дамой, графиня Строганова встречалась с Пушкиным в свете: у Карамзиных, в чьём салоне она была постоянной посетительницей, и у общих знакомых. Первый бал, который Пушкин посетил вместе с молодой супругой, состоялся в особняке отца Наталии Викторовны, графа В. П. Кочубея, 11 ноября 1831 года. На этом же балу присутствовала и дочь хозяина вместе с мужем, графом Александром Строгановым (приходившимся троюродным братом Н. Н. Пушкиной), который в октябре 1831 года был произведен в чин генерал-майора и назначен в свиту Его Величества. В первой половине ноября в восьмой главе «Евгения Онегина» появляются строки, в которых, по мнению Плетнёва, поэт описал именно графиню Строганову:
К хозяйке дама приближалась,

За нею важный генерал.

Работая в 1834—1835 годах над романом «Русский Пелам», Пушкин вводит в число главных героев Н. Кочубей и её отца, которые упоминаются то под фамилией «Кочубей», то «Чуколей». По замыслу поэта, героиня, пренебрегая мнением света, направляет ободряющее письмо герою, отвергнутому обществом
Нат. К. [очубей] — вступает с Пелымовым в переписку, предостерегает его…
Наталия Викторовна оказалась втянутой и в семейную драму поэта. П. И. Бартенев передавал слова княгини В. Ф. Вяземской: «Накануне Нового года у Вяземских был большой вечер. В качестве жениха Геккерн явился с невестою. Отказывать ему от дому не было уже повода. Пушкин с женою был тут же, и француз продолжал быть возле неё. Графиня Наталья Викторовна Строганова говорила княгине Вяземской, что у него такой страшный вид, что, будь она его женой, она не решилась бы вернуться с ним домой». С. Н. Карамзина писала в 1836 году о праздновании своих именин 17 сентября, на котором в числе гостей присутствовали Пушкин с женой, сёстры Гончаровы и Дантес, который «не отходя ни на шаг от Екатерины Гончаровой, издали бросал страстные взгляды на Натали, а под конец все-таки танцевал с ней мазурку». 
Когда приехала графиня Строганова, я попросила Пушкина пойти поговорить с ней. Он согласился, краснея (ты знаешь, что она — одно из его отношений, и притом рабское), как вдруг вижу — он остановился и повернул назад. „Ну, что же?“ — „Нет, не пойду, там уж сидит этот граф“. — „Какой граф!“ — „Дантес, Гекрен, что ли!“»
Графиня Строганова в противовес сестре своего мужа Идалии, которую пушкиноведы считают одной из главных фигур этой интриги, оставалась верным другом Пушкина и после его смерти. Александр Карамзин писал:
Не думай, однако, что все общество встало против Пушкина после его смерти; нет, только Нессельрод и еще кое-кто. Другие, наоборот, например графиня Нат[али] Строганова и м-м Нарышкина (Map. Яков.) с жаром выступили на его защиту, что даже повело к нескольким ссорам, а большинство вовсе ничего не говорило — так им и подобает.
По мнению П. К. Губера, одной из причин, по которой современники и первые пушкинисты избегали говорить об отношениях Пушкина с Н. В. Кочубей, стало долголетие ее мужа (дожил до 95-летнего возраста и умер в 1891 г.), при жизни которого упоминания об этом увлечении в печати были невозможны.

## Брак и дети
В сентябре 1820 года Наталия Викторовна стала супругой графа Александра Григорьевича Строганова (1795—1891), сына графа Григория Александровича Строганова от брака с Анной Сергеевной Трубецкой. В браке родились:
- Мариамна Александровна (04.05.1822[13]—24.02.1839) — родилась в Петербурге, 19 мая 1822 года в крещена в Симеоновской церкви при восприемстве деда графа Кочубея, бабушки и дедушки Строгановых, и Н. К. Загряжской; фрейлина двора. По словам В. А. Соллогуба, «олицетворяла собой красоту, грацию и женственность»[14]. Здоровая и цветущая, в феврале 1839 года она остановилась с матерью на несколько дней в Москве и умерла там в три дня от «воспалительной горячки». Похоронена в Донском монастыре.
- Григорий Александрович (1824—1878) — с 1853 года морганатический супруг великой княгини Марии Николаевны;
- Наталия Александровна (04.07.1829[15]—11.04.1853), крестница графа В. П. Кочубей и Н. К. Загряжской; с 1850 года супруга князя Павла Васильевича Голицына (1822—1871), сына В. С. Голицына;
- Виктор Александрович (1831—1856) — с 1854 года женат на Екатерине Николаевне Воейковой, дочери отставного гвардии капитана Н. П. Воейкова;
- Сергей Александрович (1834—1842).